# Castlevania Legends
Castlevania Legends — третья игра серии Castlevania выпущенная для Game Boy. Она была выпущена в Японии 27 ноября 1997 года и в Северной Америке 11 марта 1998 года.

## Игровой процесс
Игрок начинает с тремя жизнями, после потери которых игра заканчивается. Игрок может продолжить с начала последнего этапа, на котором он был. Существует также показатель попаданий, показывающий, сколько врагов было побеждено на каждом этапе. Как и в других играх серии Castlevania, разбивание свечей приведёт к появлению предметов. Однако, в отличие от большинства других Castlevania, традиционные суборужия заменены пятью уникальными магическими заклинаниями, называемыми «Оружие души». Сердца используются в качестве валюты для приобретения оружия. Главная героиня игры, Соня, также может войти в «Режим горения», в котором она становится непобедимой, движется быстрее и проводит более мощные атаки, но эту силу можно использовать только один раз за жизнь или уровень.

## Сюжет
История начинается в Трансильвании в 1450 году. В игре, в отличие от общего канона серии, Соня Белмонт — первая Белмонт, которая противостоит Дракуле. Она также встречает Алукарда, который ищет мести против своего отца Дракулы. После поражения Дракулы он клянётся Соне, что, пока в мире есть зло, он будет воскрешать, и в ответ она клянётся, что её семья всегда будет побеждать его. Игра была также первой игрой в хронологии серии до Lament of Innocence, и позже была обозначена как не каноническая.

## Отзывы
IGN назвал игру одной из культовых классик Game Boy, несмотря на ограничения портативной системы. GameSpy назвали музыку «разочаровывающей», так как предыдущие две части для Game Boy были высоко оценены за их музыку. Тим Тури из Game Informer почувствовал, что игра не так длинна, особенно по сравнению с Castlevania: Symphony of the Night.
Давний продюсер Castlevania Кодзи Игараси удалил игру из хронологии, заявив, что, по его мнению, это противоречило сюжетной линии основных игр. Он заявил, что «Legends остаются чем-то вроде конфуза для серии. Если бы только эта команда разработчиков была под руководством оригинальной команды серии».

## В других медиа
Соня была одним из подтверждённых лидеров в игре для Dreamcast Castlevania: Resurrection, вплоть до отмены этой игры.

## Заметки
1. ↑  Известная в Японии как Akumajō Dracula: Dark Night Prelude (яп. 悪魔城ドラキュラ 漆黒たる前奏曲 акумадзё: доракюра да:ку наито пурэрю:до, lit. Demon Castle Dracula: Dark Night Prelude)[1]